# Marisa Forcina
Marisa Forcina (Galatina, Itàlia, 1945) és una filòsofa, assagista i ex-professora universitària italiana, reconeguda per les seves aportacions al pensament feminista contemporani, especialment dins del corrent del feminisme de la diferència.
La seva recerca en clau hermenèutica s’articula entorn del valor de la subjectivitat femenina en relació amb el pensament i la política, tot destacant com la diferència sexual pot contribuir a renovar i transformar el pensament tradicional en la reformulació de conceptes com la justícia, la igualtat, la llibertat, l’autoritat i la ciutadania.

## Trajectòria
Marisa Forcina va néixer i créixer a Galatina, al sud d’Itàlia. El 24 de juny de 1974 es va graduar amb honors en Lletres i Filosofia a la Universitat de Lecce, on també va desenvolupar la major part de la seva carrera acadèmica. Després d’haver-hi exercit com a assistent i investigadora, el desembre de l'any 2000 va obtenir per concurs la plaça de professora associada en Història de les doctrines polítiques a la mateixa universitat —actualment Universitat del Salento—, càrrec que va ocupar fins a l'any 2020.
Els seus primers treballs es van centrar en el pensament polític crític i el marxisme revolucionari, amb una primera publicació dedicada a Trotski i el populisme (Rivoluzione permanente e populismo, 1976). Poc després va enfocar la seva recerca en la Encyclopédie Nouvelle (1833–1847), un projecte filosòfic francès de caractèr espiritualista i socialista alternatiu al pensament liberal i positivista del segle XIX. Aquesta etapa culmina amb la publicació de I diritti dell’esistente (1987), la seva primera monografia filosòfica sistemàtica, on analitza la relació entre subjecte, comunitat i història des d’una perspectiva no totalitària.
A partir dels anys noranta, Forcina orienta la seva recerca cap a la filosofia feminista, amb un èmfasi especial en el pensament de la diferència sexual. Va impulsar assignatures dedicades a les relacions entre gènere, política i filosofia, i va articular la seva obra entorn de categories com la subjectivitat femenina, l’autoritat simbòlica i la ciutadania no androcèntrica. Paral·lelament, va iniciar una activitat institucional de llarg recorregut com a delegada del rectorat per a la igualtat de gènere a la Universitat del Salento, càrrec que ha ocupat durant dues dècades. També ha coordinat diversos projectes de recerca i formació finançats per institucions italianes i europees en l’àmbit de les polítiques de gènere.
Entre el 2002 i el 2015 va coordinar la Scuola Estiva della Differenza (Escola d'Estiu de la Diferència) creada en col·laboració amb la Universitat de Roma Tre i la comunitat de les benedictines.

### Influències
Marisa Forcina ha estat vinculada al feminisme de la diferència italià, en diàleg amb autores com Françoise Collin, Adriana Cavarero i Luce Irigaray. La seva obra aborda la diferència sexual com una categoria filosòfica i política que permet qüestionar la neutralitat del subjecte modern i repensar nocions com la llibertat, l’autoritat o la ciutadania. Aquesta línia de pensament es reflecteix en l’atenció a la subjectivitat femenina com a eix transformador del pensament polític i ètic contemporani.
El seu pensament també ha estat enriquit per autores com María Zambrano i Hannah Arendt, que li han permès aprofundir en una filosofia arrelada en l’experiència, la fragilitat i la pluralitat. De Zambrano reprèn la idea d’una raó poètica, capaç d’unir pensament i vida, mentre que d’Arendt incorpora una concepció de la llibertat com a inici i acció, així com la importància del diàleg i la natalitat, entesa com la possibilitat radical de començar de nou, com a fonaments d’un espai polític compartit.
Resulta rellevant la relació que Forcina manté amb Françoise Collin, amiga, col·laboradora i punt de referència intel·lectual. Va escriure en col·laboració amb Collin l'obra La differenza dei sessi nella filosofia: Nodi teorici i problemi politici l'any 1997, i el 2024 va publicar la monografia Françoise Collin. Pensare nella differenza, pensare nella libertà, on no només reflexiona sobre la filosofia de Collin, sinó que destaca expressament la seva estreta relació personal i professional.
D'altra banda, la seva proposta filosòfica incorpora una dimensió espiritual i teològico-política que s’articula com una pràctica d’obertura, escolta i transformació interior, no lligada a institucions religioses. Aquesta perspectiva impregna tant la seva obra com  els seus projectes pedagògics, com la Scuola Estiva della Differenza. Hi destaca l’èmfasi en el cos, el silenci, la comunitat i l’esperança com a formes de resistència ètica i política. En aquesta línia, autors com Simone Weil i Charles Péguy han estat referents importants per al seu pensament.
Tot i que la seva trajectòria ha girat entorn del feminisme contemporani, la influència d’una tradició filosòfica espiritualista i no totalitària, com la que representa l’Encyclopédie Nouvelle, el projecte enciclopèdic francès impulsat per Pierre Leroux i Jean Reynaud, segueix present en la seva manera d’entendre la relació entre coneixement, comunitat i sentit històric. Forcina manté viu el diàleg entre el racionalisme crític i la intuïció simbòlica, buscant una articulació entre política i interioritat que interpel·li tant el pensament com l’experiència.

### Activitat docent
Marisa Forcina concep l’ensenyament com una pràctica dialògica i relacional, on la relació entre mestre i alumne ocupa un lloc central. A l’aula, promou l’escolta mútua, la llibertat de pensament i la construcció compartida del coneixement, amb l’objectiu de crear una veritable comunitat acadèmica basada en el respecte, la responsabilitat i el reconeixement recíproc. El seu enfocament hermenèutic rebutja l’autoritat dogmàtica i afavoreix el pensament crític, el diàleg obert i la valoració de la diferència.
Ha impulsat diversos projectes de recerca i formació, com el PRIN Donne, politica e potere e pensiero della modernità (2011–2013) i el programa Erasmus intensiu I saperi delle donne. Metodologie di ricerca e di trasmissione (amb les universitats de Barcelona i París VIII, 2016). També ha coordinat cursos de formació com Donne, politica e istituzioni, destinats a promoure la igualtat d’oportunitats en els centres de decisió política, en col·laboració amb el Ministeri d’Igualtat i l’Escola Superior de l’Administració Pública (2004–2008).
Aquest enfocament pedagògic es va plasmar especialment a la Scuola Estiva della Differenza. La Scuola Estiva della Differenza és una iniciativa anual de la Universitat del Salento (en col·laboració amb la Universitat de Roma Tre i la comunitat de les benedictines) que proposa un itinerari formatiu i vivencial —cultural, polític i espiritual— combinant conferències, grups de debat, tallers d’escriptura, meditació i pregària, i exercicis col·lectius com el cant coral. Les edicions són presencials, a nombre limitat, i conclouen amb un certificat que pot incloure crèdits acadèmics. Marisa Forcina va coordinar la iniciativa de manera continuada entre 2002 i 2015, és a dir, durant 13 edicions consecutives.

## Obres
- Rivoluzione permanente e populismo. Ipotesi su Trockij (1976)[17]
- I diritti dell’esistente (1987)[18]
- Dalla ragione non totalitaria al pensiero della differenza. Interventi sul dibattito etico contemporaneo (1990)[19]
- Ironia e saperi femminili. Relazioni nella differenza (1995)[20]
- La differenza dei sessi nella filosofia. Nodi teorici e problemi politici amb Françoise Collin (1997)[21]
- Soggette. Corpo, politica filosofia, percorsi nella differenza (2000)[22]
- Una cittadinanza di altro genere. Discorso su un’idea politica e la sua storia (2003)[23]
- Rappresentazioni politiche della differenza (2009)[24]
- La vita, il limite e le leggi. Tutela, controllo, fiducia (2010)[25]
- Diamo corpo al futuro (2013)[26]
- Françoise Collin: Pensare nella differenza, pensare nella libertà (2024)[27]